# 55 Cancri
55 Cancri là một hệ sao đôi cách Mặt Trời 41 năm ánh sáng trong chòm sao cung hoàng đạo Cancri. Nó có ký hiệu Bayer Rho 1 Cancri (ρ1 Cancri); 55 Cancri là tên gọi của Flamsteed (viết tắt là 55 Cnc). Hệ sao này bao gồm một sao loại K và một sao lùn đỏ nhỏ hơn (55 Cancri B).
Tính đến năm 2015, năm hành tinh ngoài hệ mặt trời (được chỉ định là 55 Cancri b, c, d, e và f; lần lượt được đặt tên là Galileo, Brahe, Lipperhey, Janssen và Harriot) quay quanh quỹ đạo 55 Cancri A.

## Hệ thống sao
Hệ 55 Cancri nằm khá gần với Hệ Mặt trời: vệ tinh đo thiên văn Gaia đo thị sai của 55 Cancri A là 79,4274 mili giây, tương ứng với khoảng cách 12,59 parsec (41,06 năm ánh sáng). 55 Cancri A có độ lớn biểu kiến là 5,95, khiến nó chỉ có thể nhìn thấy bằng mắt thường dưới bầu trời rất tối. Sao lùn đỏ 55 Cancri B có độ lớn thứ 13 và chỉ có thể nhìn thấy qua kính thiên văn. Hai thành phần cách nhau một khoảng cách ước tính là 1065 AU (6.15 ngày ánh sáng). Mặc dù có khoảng cách rộng, hai ngôi sao dường như bị ràng buộc bởi lực hấp dẫn, vì chúng có chung một chuyển động thích hợp.

### Ngôi sao
55 Cancri A, có một loại quang phổ của K0IV-V, cho thấy một chuỗi chính hoặc subgiant sao. Nó có bán kính nhỏ hơn và khối lượng ít hơn Mặt trời một chút, vì vậy nó mát hơn và ít phát sáng hơn. Ngôi sao chỉ có mức phát xạ thấp từ bầu quyển của nó, và không thay đổi trong quang phổ khả kiến; nhưng nó có thể thay đổi trong tia X. Nó được làm giàu hơn Mặt trời về các nguyên tố nặng hơn heli, với 186% lượng sắt dồi dào của Mặt trời; do đó nó được xếp vào loại sao hiếm "siêu giàu kim loại" (SMR). Lượng kim loại dồi dào này khiến việc ước tính tuổi và khối lượng của ngôi sao trở nên khó khăn, vì các mô hình tiến hóa ít được xác định rõ ràng cho những ngôi sao như vậy. 55 Cancri A cũng có nhiều carbon hơn Mặt trời, với tỷ lệ C/O là 0,78, so với giá trị mặt trời là 0,55. Ước tính tuổi cho 55 Cancri A bao gồm 7,4–8,7 tỷ năm và 10,2 ± 2,5 tỷ năm.
Một giả thuyết về hàm lượng kim loại cao trong sao lùn SMR là vật chất được làm giàu nguyên tố nặng rơi vào bầu khí quyển từ một Đĩa tiền hành tinh. Điều này sẽ làm ô nhiễm các lớp bên ngoài của ngôi sao, dẫn đến kim loại cao hơn bình thường. Việc thiếu vùng đối lưu sâu có nghĩa là các lớp bên ngoài sẽ giữ lại tỷ lệ phong phú cao hơn của các nguyên tố nặng này.
Các quan sát 55 Cancri A trong vùng dưới milimét của quang phổ cho đến nay đã không phát hiện được bất kỳ bụi nào liên quan. Giới hạn trên về phát xạ trong phạm vi 100 AU của ngôi sao này là khoảng 850 mJy, ở bước sóng 850 μm. Điều này giới hạn tổng khối lượng bụi mịn xung quanh ngôi sao dưới 0,01% khối lượng Trái đất. Tuy nhiên, điều này không loại trừ sự hiện diện của vành đai tiểu hành tinh hoặc vành đai Kuiper.
Ngôi sao thứ cấp, 55 Cancri B, là một ngôi sao lùn đỏ có khối lượng nhỏ hơn và sáng hơn nhiều so với Mặt trời. Có những dấu hiệu cho thấy bản thân thành phần B có thể là một ngôi sao kép, mặc dù điều này là không chắc chắn.

## Hệ hành tinh

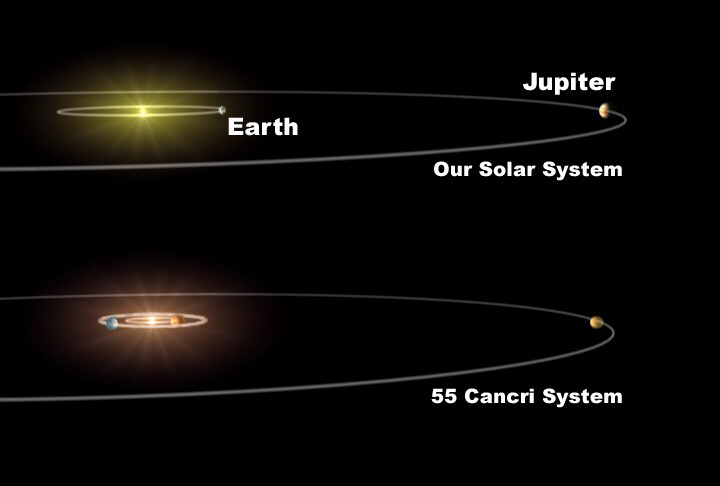

Hệ thống 55 Cancri là hệ thống đầu tiên được biết đến có 4 hành tinh và sau đó là 5 hành tinh, và có thể có nhiều hành tinh hơn. Hành tinh trong cùng, e, vượt qua 55 Cancri A khi nhìn từ Trái đất. Hành tinh tiếp theo, b, không quá cảnh nhưng có bằng chứng dự kiến cho thấy nó được bao quanh bởi một bầu khí quyển mở rộng có quá cảnh ngôi sao.
Vào năm 1997, việc phát hiện ra 51 hành tinh giống Pegasi quay quanh 55 Cancri A, cùng với hành tinh Tau Boötis và hành tinh bên trong của Upsilon Andromedae. Hành tinh này được phát hiện bằng cách đo vận tốc xuyên tâm của ngôi sao, cho thấy chu kỳ khoảng 14,7 ngày tương ứng với một hành tinh ít nhất bằng 78% khối lượng của Sao Mộc. Các phép đo vận tốc xuyên tâm này vẫn cho thấy sự trôi dạt không thể đếm được của hành tinh này, điều này có thể được giải thích là do ảnh hưởng hấp dẫn của một vật thể ở xa hơn.
Năm 1998, phát hiện về một đĩa bụi có thể có khoảng 55 Cancri A đã được công bố. Các tính toán cho thấy bán kính đĩa ít nhất là 40 AU, tương tự như vành đai Kuiper trong Hệ Mặt trời, với độ nghiêng 25° so với mặt phẳng bầu trời. Tuy nhiên, khám phá này không thể được xác minh và sau đó được cho là giả mạo, thay vào đó là do các thiên hà nền gây ra.
Các hệ thống năng lượng mặt trời so với hệ thống hành tinh 55 Cancri. (Lưu ý: mô tả này được thực hiện trước khi các hành tinh e và f được phát hiện.)
Sau khi thực hiện thêm các phép đo vận tốc xuyên tâm, một hành tinh quay quanh quỹ đạo ở khoảng cách 5 AU đã được công bố vào năm 2002. Hành tinh này nhận được ký hiệu 55 Cancri d. Vào thời điểm được phát hiện, hành tinh này được cho là nằm trong quỹ đạo có độ lệch tâm nhẹ (gần 0,1), nhưng giá trị này đã được tăng lên nhờ các phép đo sau đó. Ngay cả sau khi tính đến hai hành tinh này, chu kỳ 43 ngày vẫn được duy trì, có thể là do hành tinh thứ ba. Các phép đo về ngôi sao cho thấy điều này gần với chu kỳ quay của ngôi sao, điều này làm dấy lên khả năng rằng tín hiệu 43 ngày là do hoạt động của sao gây ra. Hành tinh có thể này nhận được ký hiệu 55 Cancri c.
55 Cancri e được công bố vào năm 2004. Với 8,3 khối lượng Trái đất, nó là một siêu Trái đất lớn ban đầu được cho là có chu kỳ quỹ đạo là 2,8 ngày, mặc dù sau đó người ta phát hiện ra rằng đây là bí danh của thời kỳ thực sự của nó 0,74 ngày bởi các quan sát về quá trình e vào năm 2011. Hành tinh này là trường hợp đầu tiên được biết đến của một hành tinh ngoài hệ mặt trời thứ tư trong một hệ thống và là hành tinh có chu kỳ ngắn nhất cho đến khi phát hiện ra PSR J1719-1438 b. Các phép đo dẫn đến việc phát hiện ra hành tinh này cũng xác nhận sự tồn tại của 55 Cancri c.
Năm 2005, Jack Wisdom đã kết hợp ba bộ dữ liệu và đưa ra hai kết luận khác nhau: hành tinh ngày 2,8 là một bí danh và rằng có một hành tinh cỡ Neptune với chu kỳ gần 261 ngày. Fischer và cộng sự. (2008) báo cáo những quan sát mới mà họ nói đã xác nhận sự tồn tại của hành tinh 2,8 ngày, như báo cáo đầu tiên của McArthur et al. (2004), và một hành tinh có kích thước sao Hải Vương trong 260 ngày, theo báo cáo đầu tiên của Wisdom (2005). Tuy nhiên, Dawson và Fabrycky (2010) kết luận rằng hành tinh ngày 2,8 thực sự là một bí danh, theo đề xuất của Wisdom (2005), và chu kỳ chính xác là 0,7365 ngày.
Năm 2007, Fisher và cộng sự. xác nhận sự tồn tại của hành tinh 260 ngày được đề xuất vào năm 2005 bởi Wisdom. Hành tinh này, 55 Cancri f, là nơi xuất hiện đầu tiên của hành tinh ngoài hệ mặt trời thứ năm trong một hệ thống. Với một khối lượng tương tự như 55 Cancri c, nó có một quỹ đạo 260 ngày, đối với các cạnh bên trong của 55 Cancri của một vùng sinh sống. Bản thân hành tinh này không được cho là có lợi cho sự sống, nhưng về nguyên tắc, các mặt trăng giả định có thể duy trì ít nhất sự sống của vi sinh vật.
Độ lệch tâm của hành tinh e được xác định kém; các giá trị khác nhau giữa 0 và 0,4 không cải thiện đáng kể sự phù hợp, do đó, độ lệch tâm 0,2 đã được giả định. Tính đến tương tác giữa các hành tinh dẫn đến độ lệch tâm quỹ đạo gần bằng không.
Các quan sát thiên văn bằng Kính viễn vọng Không gian Hubble đã đo được độ nghiêng 53°Của hành tinh bên ngoài d, mặc dù kết quả này dựa trên các thông số quỹ đạo chính xác đã được sửa đổi đáng kể kể từ khi được công bố. Các quá trình chuyển đổi e quan sát được cho thấy quỹ đạo bình thường nghiêng trong khoảng 9° so với tầm nhìn, và khả năng phát hiện sự chuyển tiếp của một bầu khí quyển mở rộng xung quanh 55 Cancri b, nếu được xác nhận, ngụ ý rằng nó cũng ở trong một quỹ đạo gần với cạnh. Giữa chúng, không có phép đo nào về độ nghiêng của 55 Cancri c và f. Người ta cho rằng với năm hành tinh, hệ thống không thể lệch xa khỏi đồng phẳng để duy trì sự ổn định. Một nỗ lực để đo sự lệch quỹ đạo quay của hành tinh trong cùng đã báo cáo rằng nó đang ở trong một quỹ đạo gần cực, nhưng cách giải thích dữ liệu này kể từ đó đã bị thách thức bởi một nghiên cứu tiếp theo, với sự mâu thuẫn được ghi nhận giữa ngôi sao ngụ ý và sao đo được. Vòng xoay.
Tỷ lệ gần đúng của các khoảng thời gian của quỹ đạo liền kề là (tiến ra ngoài): 1:20, 1:3, 1:6, 1:20. Tỷ lệ gần 1:3 giữa 55 Cancri b và c rõ ràng là một cộng hưởng gần, chứ không phải là một cộng hưởng chuyển động trung bình thực sự.
Có thể có nhiều hành tinh hơn trong vùng ổn định, giữa f và d ở 0,9 đến 3,8 AU với độ lệch tâm dưới 0,4. Với giả thuyết hành tinh  g có khối lượng bằng 50 khối lượng Trái Đất, các vùng cộng hưởng chuyển động trung bình ổn định nằm ở 3f:2g, 2g:1d và 3g:2d. Đối với không gian bên ngoài quỹ đạo của d, vùng ổn định của nó bắt đầu vượt quá 10 AU, mặc dù có một vùng ổn định giữa 8,6-9 AU do cộng hưởng 2:1.
| Thiên thể đồng hành (thứ tự từ ngôi sao ra) | Khối lượng          | Bán trục lớn (AU) | Chu kỳ quỹ đạo (ngày) | Độ lệch tâm   | Độ nghiêng         | Bán kính         |
| ------------------------------------------- | ------------------- | ----------------- | --------------------- | ------------- | ------------------ | ---------------- |
| e (Janssen)                                 | 7.99 +0.32 −0.33 M🜨 | 0.01544 ± 0.00011 | 0.7365474 ± 0.000013  | 0.05 ± 0.03   | 83.59 +0.47 −0.44° | 1.875 ± 0.029 R🜨 |
| b (Galileo)                                 | 0.825 ± 0.003 MJ    | 0.1148 ± 0.0008   | 14.6507 ± 0.0004      | 0.010 ± 0.003 | ~85°               | —                |
| c (Brahe)                                   | ≥54.349 ± 1.271 M🜨  | 0.2403 ± 0.0017   | 44.364 ± 0.007        | 0.005 ± 0.003 | —                  | —                |
| f (Harriot)                                 | ≥49.263 ± 2.543 M🜨  | 0.781 ± 0.006     | 259.8 ± 0.5           | 0.30 ± 0.05   | —                  | —                |
| d (Lipperhey)                               | ≥3.82 ± 0.04 MJ     | 5.74 ± 0.04       | 5169 ± 53             | 0.014 ± 0.009 | —                  | —                |
| g+ (chưa xác nhận)                          | ~50 M🜨              | —                 | —                     | —             | —                  | —                |